# Chiangmai Municipality Stadium
Das Chiangmai Municipality Stadium (Thai สนามกีฬาเทศบาลนครเชียงใหม่) ist ein Mehrzweckstadion in Chiangmai in der gleichnamigen Provinz Chiangmai in der Nordregion von Thailand. Es wird derzeit hauptsächlich für Fußballspiele genutzt und ist das Heimstadion vom Zweitligisten Chiangmai FC. Das Stadion hat eine Kapazität von 5000 Personen. Eigentümer der Sportanlage ist die Stadt Chiangmai.